# جاکاتاکاسیرکا
جاکاتاکاسیرکا (به اسپانیایی: Jachatacasirca) یک کوه در پرو است که در Peru, Tacna Region, Tarata Province واقع شده‌است. جاکاتاکاسیرکا ۴٬۸۷۰ متر بالاتر از سطح دریا واقع شده‌است.